# Fagopyrum gracilipes
Fagopyrum gracilipes (Hemsl.) Dammer – gatunek rośliny z rodziny rdestowatych (Polygonaceae Juss.). Występuje naturalnie w Chinach – w prowincjach Gansu (południowa część), Henan, Hubei, Junnan, Kuejczou, Shaanxi, Shanxi oraz Syczuan. 

## Morfologia
PokrójRoślina jednoroczna dorastająca do 20–70 cm wysokości.
LiścieIch blaszka liściowa ma owalnie trójkątny kształt. Mierzy 2–4 cm długości oraz 1,5–3 cm szerokości, o nasadzie od sercowatej do oszczepowatej i spiczastym wierzchołku. Ogonek liściowy jest nagi i osiąga 1–3 cm długości. Gatka ma brązową barwę, jest błoniasta i dorasta do 4–5 mm długości.
KwiatyZebrane w grona o długości 2–4 cm, rozwijają się w kątach pędów lub na ich szczytach. Listki okwiatu mają eliptyczny kształt i barwę od białej do różowawej, mierzą do 2–3 mm długości.
OwoceTrójboczne niełupki o jajowatym kształcie, osiągają 3 mm długości.

## Biologia i ekologia
Rośnie na łąkach, stokach oraz brzegach rzek. Występuje na wysokości do 3400 m n.p.m. Kwitnie od czerwca do października, natomiast owoce dojrzewają od lipca do listopada.